# Fiat ZIC
La Fiat ZIC è una concept car a motore elettrico centrale presentata alla fine del 1994 al Salone di Ginevra, sviluppata dal Centro Ricerche Fiat.

## Caratteristiche
È un'auto elettrica sviluppata e costruita in soli 24 mesi come vetrina tecnologica del marchio, caratterizzata da un'ampia varietà di elementi innovativi come il telaio in alluminio, il pianale in polimeri, le sospensioni posteriori in alluminio, sedili in lega di magnesio leggeri e resistenti, servosterzo, parabrezza a due strati e batterie per trazione ZEBRA Na/NiCl2.
La struttura è stata realizzata con una tecnica di modellazione a bassa pressione, che permette la fusione delle articolazioni del corpo e dei componenti in alluminio. Sono stati utilizzati nuovi processi di saldatura tra i giunti del telaio e il loro incollaggio ai materiali di alluminio, al telaio, al parabrezza e ai pannelli.